# Dialectique de la Raison
 (février 2020).
 (février 2020).
La Dialectique de la Raison (Dialektik der Aufklärung) est un essai de philosophie de Max Horkheimer et Theodor W. Adorno, publié en 1944. Œuvre emblématique de la Théorie critique de l’École de Francfort, les auteurs y cherchent les conditions pour sauver le projet des Lumières (en allemand : Aufklärung) abordé comme un mouvement amené à se transformer en son contraire (le mythe ou la barbarie dont il prétend s’émanciper) au lieu d’œuvrer pour une société plus humaine, dans un contexte où la civilisation dans son ensemble est menacée. 

## Genèse[1]
Le livre est publié à New York en 1944 sous le titre Philosophische Fragmente (Fragments philosophiques), puis à Amsterdam en 1947 sous le titre Dialektik der Aufklärung, qui signifie littéralement Dialectique des Lumières ou, plus exactement, Dialectique de l'illumination. La première traduction française est publiée en 1974 sous le titre La dialectique de la Raison.
La dialectique de la Raison est lié à un projet philosophique qui remonte aux débuts de l’École de Francfort, aux années 1920 et à leurs bouleversements techniques, économiques, politiques et sociaux. La Première Guerre mondiale est, pour les penseurs de cette école, la démonstration que l’individu n'a pas de valeur, que la classe bourgeoise est en ruine, et que le capitalisme est discrédité. 
Max Horkheimer et Theodor W. Adorno se rencontrent à l'université de Francfort, en 1921, pendant leurs études de philosophie. Ils sont imprégnés de philosophie transcendantale, et animés par le souci de justice sociale, qui les rapproche du marxisme. 
En 1923, Horkheimer est l'un des cofondateurs et directeurs de l'Institut de Recherche sociale où sont étudiés les rapports entre la vie économique, la vie psychique des individus et les transformations du domaine culturel au sens large. Adorno est membre de l'institut.
L’avènement du national-socialisme en 1933 invite à interroger le fascisme et la dérive stalinienne du communisme soviétique. Le doute s'insinue dans la pensée marxienne sur l’orientation de la civilisation, dont la transformation devient utopique. Devant le danger nazi, Horkheimer émigre aux États-Unis, et Adorno le rejoint en 1938.  
Ils entreprennent un travail sur la « logique dialectique » et y ajoutent la question de l’antisémitisme, délaissant celle de l’exploitation du prolétariat. Ils se demandent « pourquoi l’humanité, au lieu de s’engager dans des formes humaines, sombre dans une nouvelle forme de barbarie ». Les deux auteurs tentent une synthèse de « l’intégralité de leur philosophie » en reconstituant l’histoire du processus de civilisation, en méditant sur « l’aspect destructif du progrès », en repensant le principe de raison, en tâchant d’expliquer la disposition des masses à se laisser fasciner par le despotisme, en expliquant le processus d'« autodestruction de la raison » et de « régression vers la mythologie ». Ils utilisent les catégories existantes : le concept de Lumières (Aufklärung) de Kant, la dialectique philosophique de Hegel, l’analyse du travail social de Marx, la généalogie de la morale de Nietzsche, et la psychanalyse de la civilisation de Freud. 
Le livre est écrit conjointement par les auteurs, dès 1942. Le manuscrit est achevé en 1944 et publié de façon confidentielle à New York avant de paraître à Amsterdam en 1947 en prenant son titre actuel. 
En 1969, Horkheimer et Adorno en proposent une nouvelle édition, à Francfort, en soulignant dans une nouvelle préface l’actualité de leurs thèses dans un monde où « les horreurs continuent » et où l’on assiste à des « renouveaux du totalitarisme ». Ils considèrent, en outre, leur livre comme une « critique de la philosophie » entendue comme refus d’adhésion au positivisme, c’est-à-dire au « mythe de ce qui existe ».

## Plan
Après un avant-propos, l'ouvrage est construit en 5 parties : 
- Concept des Lumières
- Excursus 1 : Ulysse ou mythe et Aufklärung,
- Excursus 2 : Juliette ou Aufklärung et morale
- Industrie culturelle, l'Aufklärung comme tromperie des masses
- Éléments d’antisémitisme : limites de l'Aufklärung

## Le concept de Lumières (Aufklärung)
Le sujet du livre est le concept de Lumières (Aufklärung) entendu en un sens large que l'édition française traduit par « Raison » ou par le terme allemand. L’usage tend, d'ailleurs, de plus en plus à assimiler le mot Aufklärung à la langue française dans le sens spécifique donné par Adorno et Horkheimer. 
D'après ces auteurs, les Lumières ne sont pas entendues comme un simple moment historique, la culture du progrès du XVIIIe siècle, telle que Kant ou Donatien Alphonse François de Sade la thématisent, mais comme un processus beaucoup plus vaste de civilisation, dont le principe est la destruction du mythe au nom de la raison. Le livre s’ouvre sur une référence au philosophe anglais Francis Bacon, lequel aurait fourni les principaux thèmes des Lumières. Mais le mouvement des Lumières concerne aussi bien l’époque de la civilisation homérique que l’industrie culturelle contemporaine. 
La théorie critique étant aussi une théorie de son propre discours restitué dans la réalité sociale de son temps, Dialektik der Aufklärung participe lui-même d’un processus de Raison, ou littéralement « d’éclaircissement », quand bien même s’il s’agit de se soustraire à ce processus et de faire la critique de la raison au nom de la raison. 
Le livre commence par constater que l'objectif de l'Aufklärung était de libérer les êtres humains, mais malgré cela, les sociétés « éclairées » sont confrontées à des catastrophes. Bien que l'Aufklärung ait cherché à libérer les gens de la « pensée magique », elle est elle-même soumise aux mythes. Le détournement de cette période a impliqué l'utilisation de la raison à des fins d'instrumentalisation, plutôt que pour l'acquisition de connaissances ou la recherche du bonheur. En fin de compte, la raison a été utilisée pour expliquer le monde et dominer la nature, soit pour l'auto-conservation.
Le processus d'autodestruction consiste dans la destruction du mythe par la raison qui est au principe des Lumières. Car les mythes sont en réalité déjà des produits d'Aufklärung, des formes d'affranchissement à l'égard de la nature. À l'inverse, l'Aufklärung est toujours prise dans la mythologie au moment même où elle croit s'en affranchir.
Les Lumières sont totalitaires dans leur volonté de supprimer toute trace mythique en vue d'un système duquel tout peut être déduit. La vérité de ce processus est la domination. Le résultat est que les hommes paient leur pouvoir en devenant de plus en plus étrangers à ce sur quoi ils l'exercent (la nature dans l'homme et hors de l'homme).
Dans le monde rationalisé, la mythologie n'a pas disparu mais elle envahit le domaine du profane. Les Lumières ont abouti à une forme de régression, dans laquelle l'homme est transformée en chose (phénomène de réification). Dans sa crainte du mythe, l'Aufklärung a condamné l'art et la pensée, et a érigé les marchandises en fétiches. La régression de l'Aufklärung dans la mythologie n'est donc pas à chercher en dehors de l'Aufklärung.
Le récit d'Homère, l'Odyssée, est analysé comme un texte fondamental de la culture européenne et un témoignage originaire de la dialectique de l'Aufklärung. L'épopée s'affranchit du mythe et le détruit au nom de la raison mais elle éclaire en même temps le processus de sacrifice de la nature dans l'homme et la conception de la raison comme ruse, domination et impassibilité.
Le deuxième excursus est une réponse à la question de Kant sur l'essence de l'Aufklärung à partir d'une analyse de l'Histoire de Juliette, ou les Prospérités du vice du Marquis de Sade et de la Généalogie de la morale de Nietzsche. L'ordre totalitaire s'en tient à la science, et le sujet éclairé libre de toute tutelle se dérobe à toute pitié. L'émancipation aboutit à la domination de la nature aveugle et à une indistinction entre la rigueur morale et l'amoralité absolue.

## L’industrie culturelle
L'ouvrage présente le monde comme structuré par « l’industrie culturelle » (la culture de masse), laquelle est un système formé par le cinéma, la radio, la presse écrite. L'industrie culturelle tend, non pas à l’émancipation ou à la libération de l’individu, mais à une uniformisation de ses modes de vie et à la domination d’une logique économique et d’un pouvoir autoritaire. C'est en cela que l'industrie culturelle participe d'une anti-Aufklärung. Le phénomène ne concerne pas seulement les pays totalitaires, mais également les autres pays, à commencer par les sociétés libérales. 
Il y a une unité de la civilisation de masse, qui est dirigée d'en haut par un pouvoir économique qui dépasse celui de l’industrie culturelle et exerce sur elle son emprise. Il n’y a pas de différence de nature entre la propagande et l’industrie culturelle : la technique est la même. Le consommateur est considéré seulement comme client et comme employé, soit comme « matériel statistique » (comme un moyen et non comme une fin). 
La « culture » propagée par l’industrie culturelle n’est pas quelque chose d’extérieur à l’existence de l’individu. Elle semble concerner uniquement ce qui relève du loisir ou du divertissement, où son emprise s'exerce certes plus fortement, tout en dépassant de loin ce cadre. On croit échapper dans le divertissement au processus de travail, mais en réalité, c’est dans le divertissement que l'individu est préparé et discipliné par l'industrie culturelle pour l’affronter. Les carrières des professions libérales sont déterminées par l’appartenance à la « culture » plus encore que par les savoirs techniques, car c’est dans la « culture » que se manifeste l’allégeance au pouvoir et à la hiérarchie sociale. S’amuser, c’est donc être en accord avec la société. 
Le système de l’industrie culturelle marginalise, au contraire, ceux qui refusent cette uniformisation. Le pauvre est l’exclu par excellence du système. Bien que l’art se trouve également en dehors du système a priori, il n’échappe pas en fait à la logique de l’industrie culturelle, et se reconnaît même en elle comme un objet de consommation. En réalité, les individus sont imprégnés jusque dans leur langage, dans leurs gestes, dans leurs émotions les plus intimes par le pouvoir de l’industrie culturelle. Les consommateurs sont contraints de devenir non des sujets mais des produits.

## L’antisémitisme
Dans La dialectique de la Raison, la question de l’antisémitisme est considérée comme le principal obstacle à l’avènement d’une société humaine et c'est l'un des principaux sujets abordés d'emblée par les différents chercheurs de l'École de Francfort au point de vue historique, sociologique et philosophique. Les « Éléments de l'antisémitisme » condensent ainsi en quelques thèses les résultats collectifs obtenus depuis les années 1920.
Selon celles-ci, l’origine de l’antisémitisme ne tient pas aux Juifs, mais à un ordre social qui les stigmatise comme mal absolu, alors qu’il est lui-même le mal absolu. Le problème relève d'une forme pervertie de rationalité économique et sociale qui pourrait viser d'autres groupes. La haine doit se décharger sur des victimes sans défenses, mais celles-ci sont interchangeables selon les circonstances : les gitans, les juifs, les protestants ou les catholiques pourraient également prendre la place des meurtriers s’ils étaient assez puissants pour s’imposer comme norme. 
La véritable cause de l’antisémitisme réside dans une forme de paranoïa, une forme de projection morbide qui conduit le sujet à attribuer à son objet ses propres pulsions tabous, et à les sacrifier, en même temps que cette haine dissimule une aspiration secrète. Tel est le mensonge du fascisme. Sous la pression économique, le système hallucinatoire devient une norme, la paranoïa un délire de masse. 
Il n'y a même plus d'antisémites professant une opinion politique, comme au XIXe siècle. Les individus ne choisissent plus ; ils ne font que se conformer à la hiérarchie sociale et à la culture de masse. La réaction ne s’adresse même pas aux Juifs en tant que tels. Les pulsions ont reçu une orientation, et les politiciens ont fourni un objet à persécuter. Le problème de l'antisémitisme tient plutôt dans la disparition d’une aptitude à former le jugement. Le progrès de la société industrielle a conduit à l'anéantissement de l'homme en tant que raison. C'est là que la dialectique de l'Aufklärung devient une folie.

## Éditions
- (de) Philosophische Fragmente, New York, Institute of Social Research, 1944, 1re éd., 319 p.
- (de) Dialektik der Aufklärung : Philosophische Fragmente, Amsterdam, Querido, 1947, 2e éd. (1re éd. 1944), 310 p.
- (it) Dialettica dell'illuminismo (trad. Lionello Vinci), Turin, Einaudi, coll. « Biblioteca di cultura filosofica », 1966, 281 p.
- (es) Dialéctica del iluminismo (trad. H. A. Murena), Buenos Aires, Sur., coll. « Estudios Alemanes », 1969, 302 p.
- (de) Dialektik der Aufklärung : Philosophische Fragmente (postface T. Adorno), Francfort-sur-le-Main, S. Fischer Verlag, 1969, 3e éd. (1re éd. 1944), 275 p.
- (en) Dialectic of Enlightenment (trad. John Cumming), New York, Herder & Herder, 1972, 258 p. (ISBN 9780070731479)
- La dialectique de la Raison : fragments philosophiques (trad. Éliane Kaufholz-Messmer), Paris, Gallimard, coll. « Bibliothèque des idées / 92 », 1974, 281 p.
- (es) Dialéctica de la Ilustración, Madrid, 1998